# Çepinler, Ondokuzmayıs
Çepinler là một xã thuộc huyện Ondokuzmayıs, tỉnh Samsun, Thổ Nhĩ Kỳ. Dân số thời điểm năm 2010 là 167 người.